# Attaccante (hockey su ghiaccio)
È definito attaccante il giocatore di hockey su ghiaccio con il compito di realizzare goal e assist per la propria squadra.

## Ruolo e posizioni
Nel corso dell'incontro, gli attaccanti agiscono in posizione avanzata rispetto ai difensori per cercare di segnare punti. In fase di non possesso — ovvero quando è la formazione avversaria a giocare il disco — hanno invece il compito di «rientrare», per supportare la manovra difensiva.
Caratteristiche necessarie per interpretare al meglio il ruolo sono: velocità, prestanza fisica, precisione e potenza nel tiro, abilità nello smarcarsi.

### Centro
L'attaccante centrale, o centro, si muove a ridosso della porta avversaria, per avere maggiori opportunità di realizzazione. È spesso ricercato in profondità dai passaggi dei compagni di squadra, così da porlo in condizione di battere a rete.

### Ala
Le ali sono invece attaccanti laterali, originariamente quelli che si muovono lungo le fasce. Si occupano principalmente di aiutare i difensori, oltre a servire il centro oppure concludere personalmente in porta. Il ruolo dell'ala si distingue in ala sinistra (LW, dall'inglese Left Wing) e ala destra (RW, dall'inglese Right Wing). Idealmente l'ala sinistra è caratterizzata da un tiro sinistro e l'ala destra da un tiro destro.   
In genere le ali lavorano affiancando il centro. Al giorno d'oggi, ci sono diversi tipi di ali nel gioco: veri e propri marcatori, pedine che disturbano gli avversari, e attaccanti che lavorano lungo le assi e negli angoli. Spesso il ruolo preciso di un'ala in una linea dipende dal tipo di ruolo dell'altra ala; di solito le linee avranno un'ala più orientata al goal e un'ala più focalizzata a giocare lungo le assi, a controllare la manovra e a passare il disco agli altri. Normalmente le ali sono fisicamente più grosse dei centri e più piccole dei difensori, ma non esistono regole o tendenze precise.   

### Tipologie di attaccanti

#### Playmaker
Il playmaker o set-up player è il giocatore che deve creare gioco e mettere in condizioni i compagni di segnare goal. Di regola un playmaker segna più assist che goal, ha un'ottima visione di gioco ed è abile nella lettura della manovra.. Celebri esempi di playmaker sono Stan Mikita, Peter Šťastný, Mario Lemieux, Wayne Gretzky, Denis Savard, Adam Oates, Doug Gilmour, Mark Messier, Steve Yzerman, Sergej Fedorov, Ron Francis, Peter Forsberg, Joe Thornton, Henrik Sedin, Pavel Datsyuk, Sidney Crosby, Connor McDavid, Nicklas Bäckström e molti altri.

#### Goal scorer e sniper
Lo sniper (letteralmente "cecchino" in inglese) è l'attaccante che segna i goal, caratterizzato da un tiro preciso e potente e dalle capacità di finalizzazione. Spesso gli sniper segnano più goal che assist. Diversi attaccanti segnano moltissimi goal con la un'ottima lettura del gioco e sfruttando bene la manovra, grazie al loro fiuto del goal e alla loro intelligenza hockeistica (Wayne Gretzky è il migliore esempio). Oltre a Gretzky, altri attaccanti che si sono distinti per la quantità di goal segnati o le loro qualità di goleador sono Cy Denneny, Babe Dye, Maurice Richard, Gordon Howe, Bobby Hull, Mike Bossy, Tim Kerr, Pat LaFontaine, Michel Goulet, Mike Gartner, Guy Lafleur, Mats Sundin, Marcel Dionne, Mario Lemieux, Jaromír Jágr, Brett Hull, Pavel Bure, Teemu Selänne, Jarome Iginla, Luc Robitaille, Aleksandr Mogil'nyj e in anni più recenti Steven Stamkos, Joe Pavelski, Patrick Marleau, Patrick Kane, Vladimir Tarasenko, Jeff Carter, Aleksandr Ovečkin, Patrik Laine.

#### Power forward
Con l'espressione inglese power forward s'intende un attaccante capace di segnare goal e assist e di giocare in modo fisico. Generalmente i power forward raccolgono molti punti e molti minuti di penalità. Sono attaccanti fisicamente possenti e dominanti, che tendono a usare l'aggressività per recuperare il disco alle assi, hanno istinti offensivi, mobilità, capacità tecniche e di bastone, precisione, sono difficili da ostacolare sia quando sono in controllo del disco, sia quando si trovano davanti alla porta avversaria e non si tirano indietro di fronte a uno scontro fisico. Il power forward segna molti goal, ma crea anche il gioco per i suoi compagni. Dato che combinano capacità offensive, tecnica e fisicità, i power forward sono spesso ritenuti attaccanti completi. 
Originariamente il termine non era parte del gergo hockeistico, ma ha iniziato ad essere utilizzato per le caratteristiche di gioco di Cam Neely, attaccante dei Boston Bruins. Gli attaccanti così definiti spesso sono ali, dal momento che partecipano alla manovra offensiva e giocando lungo le fasce laterali si scontrano fisicamente con gli avversari, ma vi sono anche centri. Pioniere in questo ruolo fu l'attaccante Charlie Conacher, ala destra dei Toronto Maple Leafs, ruolo perfezionato poi da Gordie Howe, ala destra dei Detroit Red Wings, giocatore famoso per la sua forza fisica e la sua prolificità e considerato uno dei migliori power forward di sempre ben prima che l'espressione diventasse celebre. Altri esempi sono Tim Kerr, John LeClair, Kevin Stevens, Rick Tocchet, Keith Tkachuk, Eric Lindros, Brendan Shanahan, Jarome Iginla, Jason Arnott, Mark Messier, Shane Doan, Alexander Ovechkin, Leon Draisaitl, Blake Wheeler, Anze Kopitar e Ryan Getzlaf.

#### Attaccante Two-Way
Nell'hockey su ghiaccio, l'attaccante two-way possiede capacità nell'aspetto difensivo del gioco che eguagliano per qualità quelle offensive. A differenza del power forward, per un attaccante two-way la stazza non è una caratteristica vincolante, ma lo sono invece impegno, perseveranza e determinazione. Oltre a segnare goal e assist, aiutano i difensori nella manovra difensiva, effettuano i takeaway (recuperano il disco in difesa e tolgo la pressione dalla loro zona difensiva), chiudono i check, bloccano i tiri, sia nel 5 contro 5, sia nelle situazioni di inferiorità numerica. I giocatori two-way sono considerati essenziali soprattutto per vincere i playoff, dato che nel post-season il gioco è più duro e più tirato e i singoli episodi contano molto: segnare goal decisivi, essere abili playmaker e sbloccare o influenzare le partite con giocate vantaggiose sono tutti aspetti che favoriscono la propria squadra rispetto agli avversari. Per potere raggiungere questo tipo di gioco, spesso i giocatori two-way devono sacrificare le loro statistiche personali offensive e segnano quindi meno goal e meno assist degli attaccanti rivolti solo all'aspetto offensivo del gioco. Nella National Hockey League il premio assegnato al miglior attaccante two-way è il Frank J. Selke Trophy. In tale ruolo si sono distinti sia centri, sia ali, fra i quali Bob Gainey, Bobby Clarke, Frank Nighbor, Guy Carbonneau, Sergej Fedorov, Michael Peca, Jere Lehtinen, Steve Yzerman, Rod Brind'Amour, Ryan Kesler, Henrik Zetterberg, Pavel Datsyuk, Anže Kopitar, Jonathan Toews, Nicklas Bäckström, Jordan Staal, David Backes, Ryan O'Reilly,  Patrice Bergeron.

#### 200-foot game
Con l'espressione inglese 200-foot game nell'hockey su ghiaccio s'intende un attaccante che s'impegna a tutta pista, in zona offensiva, in zona neutra e in zona difensiva. L'espressione deriva dalla lunghezza della pista da hockey su ghiaccio, standardizzata a una lunghezza di 200 piedi, unità di misura usata nei paesi anglosassoni, corrispondente a circa 60 metri. Questi attaccanti si differenziano dai giocatori che evitano le manovre di forecheck e backcheck, che evitano gli scontri per il disco alle assi e si limitano a segnare goal e punti o ai contropiedi, come ad esempio Pavel Bure e Brett Hull. L'attaccante che gioca un gioco 200-foot-game si batte in ogni zona della pista, contrasta gli avversari per il controllo del disco sia quando è in suo possesso, sia quando non lo è, e utilizza il corpo per crearsi spazi. Generalmente il 200-foot-game è una caratteristica del ruolo di centro, ma anche un'ala può distinguersi in questo senso come per esempio Jari Kurri o Bob Gainey. Celebri giocatori ad avere impersonato molto bene questo tipo di gioco sono Bryan Trottier, Steve Yzerman, Patrice Bergeron, Doug Gilmour, Pavel Datsyuk, Henrik Zetterberg, Mike Modano, Bobby Clarke, Sergei Fedorov, Joe Sakic, Frank Nighbor, Sidney Crosby, Peter Forsberg, Anze Kopitar, Jonathan Toews e Nicklas Bäckström.
La presenza di attaccanti in grado di giocare il 200-foot-game è considerata una caratteristica necessaria per avere successo nel moderno hockey su ghiaccio.